# Корсунь-Шевченківський
Ко́рсунь-Шевче́нківський (до 1944 року — Корсунь) — місто в Україні, в Черкаському районі Черкаської області. Центр Корсунь-Шевченківської міської громади. Розташоване обабіч річки Росі за 70 км на захід від Черкас. Має залізничну станцію Корсунь. Місто перетинає автотраса Київ — Дніпро. З Києва до Корсуня-Шевченківського ходять автобуси з автостанції «Видубичі», а з Черкас — з центрального автовокзалу. Населення становить 20850 осіб (2025) Корсунь — одне з найдавніших міст України.

## Назва
Назва міста походить від назви річки Корсунка. Це тюркська назва «кара су» (чорна вода, у значенні «чиста вода»).
Також є версія, що назва може походити від імені руського бога сонячного світла — Хорса. Ймовірно, первісна назва звучала як Хорсунь, що з часом змінилася в результаті лінгвістичних трансформацій.
За іншою версією назва міста походить від іранського слова «хоро» (палаючий).
Також слід звернути увагу, що тюркське слово «Карсун» означає «окраїнне охоронне укріплення». Може бути і прозаїчніше — татарське «кар» (сосна) + «су (сун)» (вода, річка). Отже, «сосни над річкою».

## Географія
На південно-західній околиці міста річка Ризінкова впадає у Рось.

## Історія
На території сучасного міста виявлено поселення трипільської культури, доби бронзи та скіфських часів, могильник і 4 поселення черняхівської культури.

### Часи України-Русі
У 1032 році великий князь Київський Ярослав Мудрий заснував місто-фортецю Корсунь для захисту південних кордонів України-Русі від набігів тюркських кочівників, використавши Рось як природну перешкоду. Воно входило до Пороської оборонної лінії, до якої відносилися також міста, що стояли на Росі — Осетрів (нині — с. Сахнівка Черкаського району), Дверен (нині — с. Набутів, підпорядковане Набутівській сільській громаді), Боровий (нині — смт Стеблів Звенигородського району) Богуславль (нині — Богуслав (місто)), Юр'їв (нині — Біла Церква) та ін. У XI — першій половині XII століття місто було надзвичайно важливим оборонним центром. Тоді половці часто нападали на Русь. У 1169 році частина з них стояла поблизу міста Корсуня. Після чого вони пішли і спустошили околиці Києва.
З 1195 по 1240-ві роки Корсунь — центр удільного князівства, яким правили в тому числі представники роду Романовичів. Одним із корсунських князів був волинський князь Роман Мстиславович. У 40-х роках XIII століття Корсунь був зруйнований монголо-татарами.
В урочищі Замчище при впадінні Корсунки в Рось височить городище — залишки стародавнього Корсуня. Свідченнями давніх часів є два руські поселення, виявлені в Корсуні і Гарбузині, а також залишки оборонних укріплень — «Змієвих валів» поблизу Корсуня.

### XIV— XVII століття

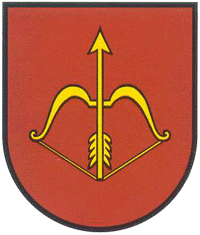
Герб Корсуня

У 1320-х роках перейшов під владу Великого князівства Литовського. У ті часи Корсунь з округою являв собою майже безлюдну пустелю.
1569 року, після Люблінської унії, територія відійшла до Польського королівства, складової частини Речі Посполитої. Тоді Корсунь називали Корсунь Черкаський, на відміну від Корсуня (Херсонеса) Таврійського.
1585 року князі брати Олександр та Михайло Вишневецькі одержали привілей польського короля Стефана Баторія на відновлення та володіння містом. На основі земель, що належали місту Корсунь, які до того входили до Канівського староства, було утворено Корсунське староство. 8 лютого 1585 року Корсуню надано Магдебурзьке право. За ним корсунські міщани отримали свій орган самоврядування (магістрат), свій суд і були позбавлені всіх податків та повинностей, крім сторожової військової служби. Король Стефан Баторій своїм універсалом від 20 лютого 1585 року надав Корсуню герб: «Лук жовтий натягнутий і стріла на тятиву покладена в червоному полі».
Корсунці брали участь у козацьких повстаннях кінця XVI століття. Щоб корсунські міщани не підтримали повстанців К. Косинського 15 жовтня 1592 року, польський король Сигізмунд III своїм універсалом підтвердив Магдебурзьке право для Корсуня. Незважаючи на це, в 1605 році відбувся конфлікт корсунського старости Івана Даниловича з корсунчанами. Староста позбавив їх права на прибутки від шинків і корчем. Після довгої судової тяганини дії Даниловича були підтверджені. Мешканці міста через це повстали. Коли ж польський уряд направив у Корсунь своїх комісарів, міщани пустили їх у місто, оголосили, що відмовляються виконувати військові повинності і не визнають влади коронного старости. За це все та за неявку заколотників на королівський суд на жителів Корсуня було накладено штраф — 10 тисяч кіп литовських грошей.. Але корсунські міщани і далі відмовлялися визнавати права старости і тому у 1607 року сейм своєю постановою позбавив жителів Корсуня Магдебурзького права. Це привело до масового покозачення населення Корсунського староства.
Так, у 1616 році тут з 1500 дворів 1200 були козацькими, у 1622 році з 1800 — 1600.
У 1625 році у Корсуні був створений козацький реєстровий полк. Одним із його перших полковників, можливо, був Тарас Федорович (Трясило), керівник козацького повстання 1630 року. Через масове покозачення населення жителі Корсунського староства брали активну участь у козацьких повстаннях 20—30-х років XVII століття. Населення староства постійно зростало. Про це говорять люстрації 1616 та 1622 років та той факт, що 1622 року король Сигізмунд III дозволив корсунським міщанам на пустці осадити місто Лисянку.
За люстрацією 1616 року було 1500 осель козацьких, які не платили ніякого податку, старостою був Ян Данилович.
У 1620-х роках Корсунь був значним містом середньої Наддніпрянщини і за кількістю населення випередив Черкаси, Білу Церкву та інші міста.
У 1637 році відбулося козацьке повстання під проводом гетьмана нереєстрового козацтва Павлюка. Коли він залишив Корсунь, коронний гетьман Потоцький зайняв місто і спустошив його. Багато корсунців втекло на Лівобережжя.
На початку національно-визвольної війни середини XVII століття Корсунський реєстровий полк стояв у залозі на Січі. Його було звідти вигнано, а в битві на Жовтих Водах 16 травня 1648 року полк перейшов на бік повстанців. Дізнавшись про розгром своїх авангардних військ під Жовтими Водами, Потоцький поспішно відступив під Корсунь і зайнявши його, віддав на пограбування військам, а потім наказав вщент спалити.
26 травня 1648 року поблизу Корсуня військо Богдана Хмельницького у битві, відомій як Корсунська, розгромило майже всю польську армію. Після неї Україна почала будуватися як незалежна держава. Корсунський реєстровий полк було перетворено на військово-адміністративну одиницю. Він був одним з найбільших в Україні. З Корсуня гетьман відправив 16 листів, 3 універсали та 1 наказ. Хмельницький проводив у Корсуні ради, збирав тут військо для нових походів, приймав іноземних послів.
У 1665 році Корсунь був взятий козаками лівобережного гетьмана Івана Брюховецького та московсько-калмицьким військом. Нападникам не вдалося захопити лише Корсунський замок.
1679 року, за наказом московської влади та лівобережного гетьмана Івана Самойловича, більшу частину населення Корсуня було насильно переселено на Лівобережну Україну (так званий Великий згін). Гарнізон міста намагався протистояти загонам Самойловича, але фортецю було взято штурмом.
Після прийняття у 1685 року поляками рішення про відновлення козацтва на Правобережній Україні місто почало відбудовуватися.

#### Корсунський замок

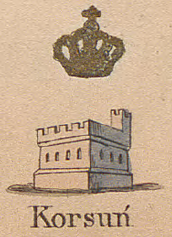
Корсунський замок на мапі Зигмунда Герстмана

У 1640-х роках перед Національно-визвольною війною під проводом Богдана Хмельницького тут збудовано Корсунський замок. Корсунський замок за люстрацією 1765 року був у формі квадрата з 4-ма вежами по кутах, оточений ровом, валом та дубовим палісадом, до замку вів розвідний міст, у кінці мосту була брама зі стрільницями та з приміщеннями для козаків. Над брамою було літнє житлове помешкання. Брама була наново зведена у 1765 році за старости Яблоновського[кого?]. Всередині замку стояв будинок, в якому проживав губернатор[джерело?], стайня, возівня, будинок для козаків, пекарня, кухня тощо. Посередині була дворівнева вежа з бійницями, у якій мешкали козаки. Біля неї знаходилася частково зруйнована криниця.

### XVIII століття

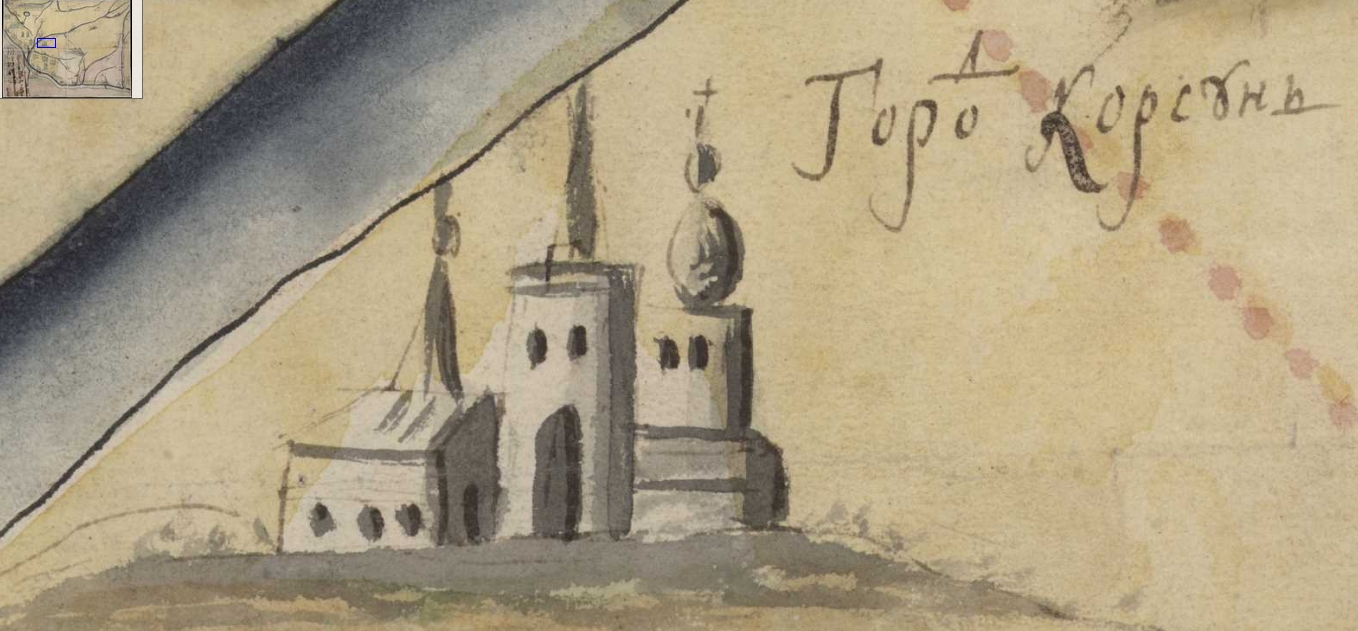
Корсунь на карті XVIII століття

1702 року під час повстання проти Польщі Корсунський полк на чолі із полковником Захарієм Іскрою підтримав цей виступ.
1711 року населення Корсуня приєдналося до армії гетьмана в екзилі Пилипа Орлика, під час його походу на Правобережжя проти російської навали.
У 1711–1712 роках за наказом московської влади більшу частину козаків та цивільних мешканців міста було силою переселено на Лівобережжя. Сам Корсунь було повністю спалено.
У XVIII столітті Корсунщина була одним із центрів визвольної боротьби на Правобережжі, у тому числі гайдамацького руху, який постійно наростав починаючи з часу розформування Корсунського полку у 1712 році.
На цій території весь час діяло декілька гайдамацьких загонів. Гайдамаки нападали на шляхетські маєтки, розорюючи їх. Декілька разів вони захоплювали Корсунь. Апогеєм гайдамацького руху було повстання 1768 року «Коліївщина». Під час нього було вирізано всіх поляків та євреїв, зруйновано костели.
1768 року Максим Залізняк, ідучи на Умань, захопив Корсунь, розгромивши в ньому польський гарнізон. Але в результаті військової підтримки Російської імперії цей виступ було придушено. Протягом декількох років відбувалися локальні виступи гайдамаків, але полякам урешті-решт вдалося встановити свій контроль над краєм і через декілька років рух гайдамаків тут повністю згас. Корсунщину знову було перетворено на безлюдну пустку.
За люстрацією 1765 року в Корсуні був 191 будинок.
1766 року уповноважений Радомишльської консисторії Руської унійної церкви Григорій Мокрицький зробив Корсунь своєю резиденцією, звідки його озброєні люди здійснювали розбійницькі набіги на навколишні православні церкви і монастирі. Корсунський замок був перетворений на в'язницю, де тримали прихильників православної віри.
1776 в Корсуні проживав ясновидець козак — лірник Вернигора.

#### Палац та парк Станіслава Понятовського
З 1778 року Корсунь став власністю князя Станіслава Понятовського — племінника останнього польського короля.

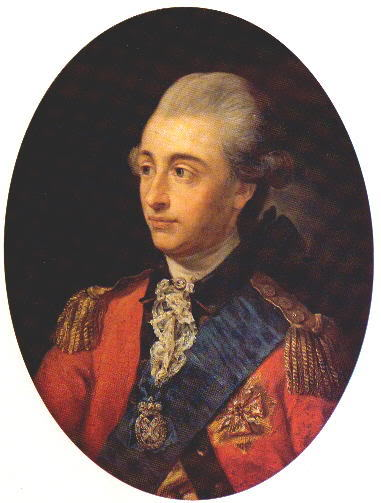
Станіслав Понятовський

Місто у 1787 році мало 220 дворів. Станіслав Понятовський збудував тут фабрики сукна, замші, селітри, плантації шовковиці, винниці, розводив расових коней. Заклав тут для молоді школу танців. У всьому йому спочатку допомагав французький художник і архітектор Жан Анрі Мюнц. Збудував тут шпиталь на три покої. Започаткував «касу допомоги» для погорільців.
1782 року Мюнц почав будувати палац для Понятовського та парк на березі річки Рось. Однак добудовував палац вже шотландський архітектор на польській службі Ян Дісіор Ліндсей.
У 1789 року на одному з островів, який називали «Острів», стояв двоповерховий мурований палац, що мав 26 покоїв, 3 муровані будинки, 2 стайні. Зала була висотою в два поверхи, 15 на 10 метрів. Стайні для коней мали по 50 метрів довжини. Другий острів називався «Деніс» на ньому був закладений парк з оранжереями та теплицями. Крім того, було ще 5 менших островів без назви. «Швейцарський будиночок» теж був із самого початку закладений на Швейцарському острові.
В палаці містилася велика колекція археологічних знахідок, викопаних в околицях Корсуня, у тому числі золотих виробів.
У 1789 році в місті нараховувалося 464 будинки, з них 229 вільних, 34 єврейські, 201 міщанський. В центрі міста — ринкова площа у формі квадрата, по трьох сторонах були муровані будинки, а з четвертої «замок» — будинок губернатора, оточений глибоким ровом.
З 1793 року, після другого поділу Речі Посполитої місто увійшло до складу Російської імперії. Воно входило до Богуславського повіту Київського намісництва (з 1797 року — губернії).

#### Храми Корсуня
- Наприкінці XVII століття було збудовано католицький костел або капличка.
- У середині XVII століття в районі сучасного будинку культури було збудовано Спасо-Преображенську церкву.
- У 1625 році в передмісті Закорсунка була збудована дерев'яна Іллінська церква.
- В лісі біля Корсуня корсунським полковником Григорієм Гуляницьким у середині XVII століття був відновлений вже зруйнований Свято-Онуфріївський монастир. Він почав називатися «Корсунсько-Гуляницьким». В ньому у 1663 році було пострижено у ченці Юрія Хмельницького та тут помер київський митрополит Діонісій Балабан.
- Була в Корсуні також Сергіївська церква.
- В місті була церква Різдва Христового, фундована полковником Іваном Золотаренком.
- Миколаївська церква знаходилася біля північної частини міста. В церкві святого Миколая (за містом) 1655 року проходила панахида за полковником Іваном Золотаренком, під час якої вона загорілася. Тоді згоріло 450 людей і два священики. Золотаренка потім довідспівували у церкві Різдва Христового.
- Воскресенська церква у XIX столітті знаходилася біля садиб Баранова та Хвесенка (Фесенка).

### У складі Російської імперії
У 1797 році Корсунський маєток купив у Понятовського за 100 тисяч карбованців сріблом російський імператор Павло І. Він у 1799 році подарував його міністру юстиції генерал-прокурору Росії князю П. В. Лопухіну, який знову закріпачив селян. Місцеві міщани і селяни були незадоволені новим становищем і борючись проти закріпачення протягом п'яти років доводили свої вольності, посилали скарги до Петербурга. У 1804 році сюди прибула спеціальна урядова комісія із каральним загоном і привела корсунців до покори. Організаторів виступів К. Тетянченка і Г. Калюжного було заслано на вічне поселення до Сибіру, 29 чоловік кинуто до богуславської в'язниці, решту покарано канчуками і різками.

#### XIX століття
У 1815 році князь Павло Лопухін збудував у Корсуні суконну фабрику.

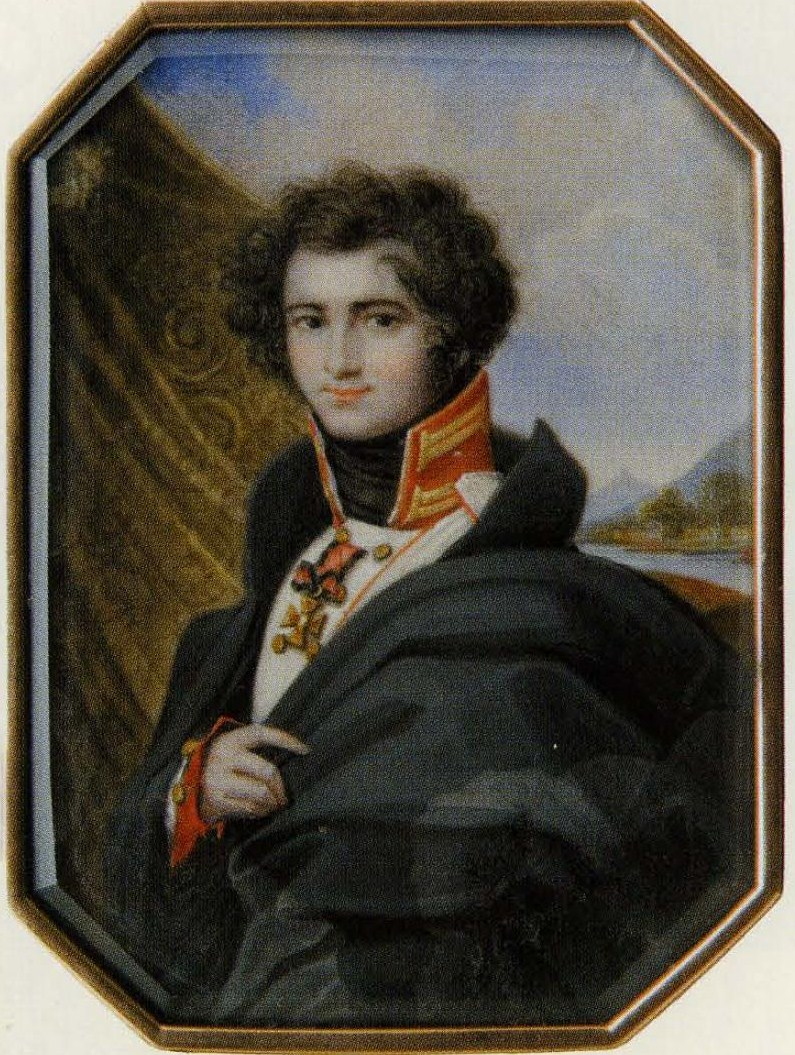
Князь Павло Петрович Лопухін

З 1846 року місто входило до Канівського повіту Київської губернії.

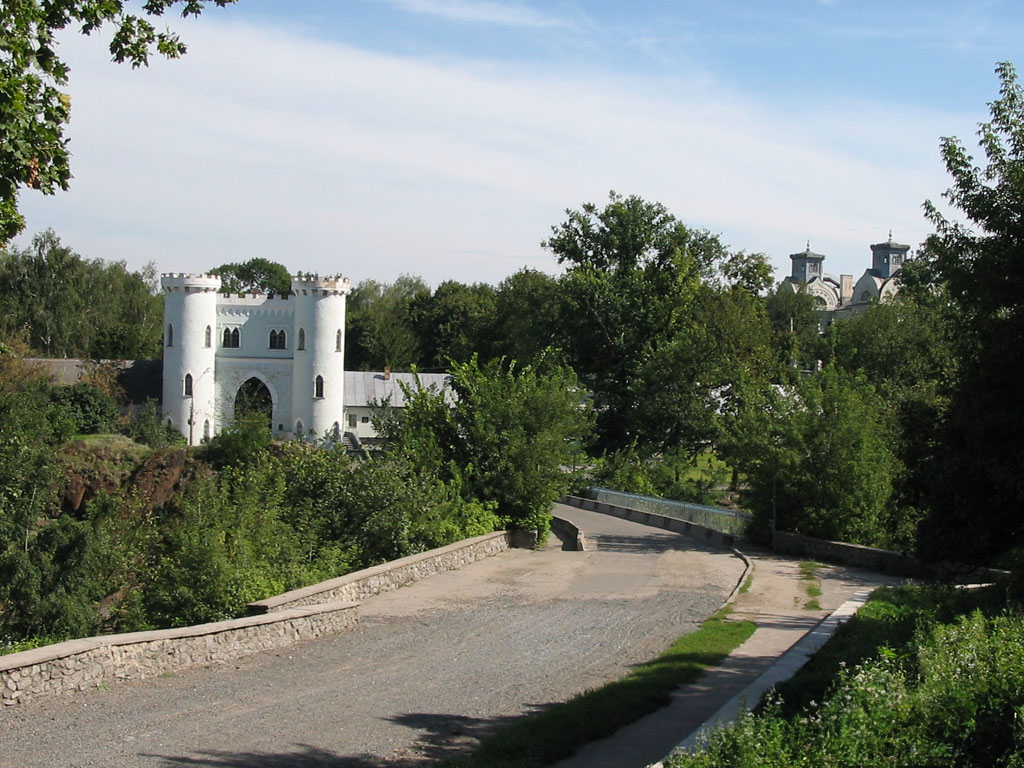
Брама в'їзних воріт

У 1855 році тут відбувся виступ селян у рамках Київської козаччини. Тоді серед них поширилися чутки, що той, хто запишеться до ополчення для участі в Кримській війні, буде звільнений від кріпацтва. У Корсуні селяни зібрали натовп понад 4000 із мешканців Корсуня, Ситників, Моринців, Виграєва, Киченців, Корнилівки, Гарбузини, Бровахи і зажадали від князя дати їм грамоту на звільнення. Сталася сутичка з поліцією, у результаті якої було вбито 13, поранено 27 селян. Після цього всіх учасників виступу було покарано: 60 чоловік віддали військово-польовому суду, решту покарали шомполами й різками.
У 1855 році Корсунь налічував 8238 жителів. У місті була однокласна парафіяльна школа.

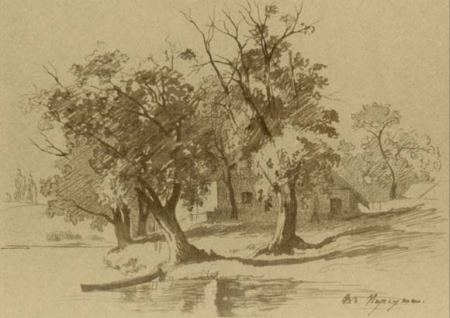
Т. Г. Шевченко «В Корсуні» (1859; папір, туш, перо)

У Корсуні неодноразово бував український поет, художник та мислитель Тарас Шевченко, зокрема, з 28 червня по 8 липня 1859 року тут він гостював у свого троюрідного брата і свояка Варфоломія Григоровича Шевченка, який працював помічником управителя князя. Т. Шевченко записував народні пісні, багато малював. Він дуже любив прогулюватися Корсунським парком, замальовуючи його прекрасні куточки. Збереглися малюнки, зроблені ним у Корсуні, які були вміщені до Корсунського (Суліївського) альбому. Це «В Корсуні», «Дуб», «Дерева» та інші.
З 1861 року Корсунь став центром Корсунської волості. Після скасування кріпосного права у 1861 році в Корсуні почала розвиватися промисловість, а також сільськогосподарське виробництво на ринок.

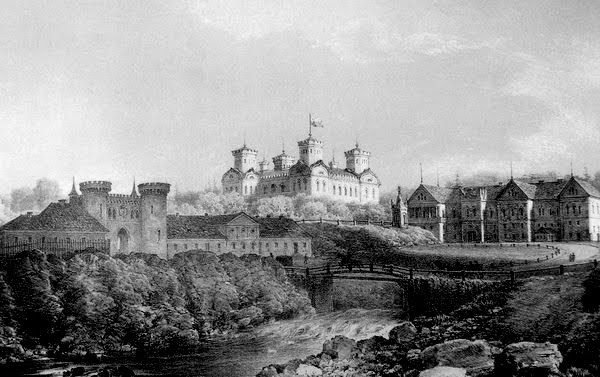
Наполеон Орда. Корсунь, 1870

Новий поштовх до будівництва промислових підприємств дала залізнична лінія Київ — Катеринослав, що пройшла через Корсунь 1876 року. У 1880-х роках у місті діяли чавуноливарний (у 1894 році завідувач Густав Дезірон), цегляний та пивний заводи, тютюнова фабрика, 10 водяних млинів та ряд дрібних майстерень.
У 1873 році помер останній власник з роду Лопухіних — Павло Петрович. У нього не було нащадків. Щоб рід не згас прізвище Лопухін і титул найясніший князь було передано його племіннику Миколі Петровичу Демидову. Після смерті Лопухіна його почали називати Лопухіним-Демидовим.
У 90-х роках XIX століття у Корсуні функціонувала поштово-телеграфна контора (начальник — Василь Немоловський). В містечку розміщався військовий підрозділ (4-та легка батарея 19-ї артилерійської бригади 12-го армійського корпусу).
В околицях Корсуня діяв Корсунський чоловічий заштатний монастир (настоятель ієромонах Гімнасій).

#### XX століття
1903 року Лопухіни-Демидови будують один з найбільших у Росії заводів з виготовлення фарби.
У 1905—1906 роках під час І Російської революції на підприємствах Корсуня відбувалися страйки.
1911 року на 9530 жителів міста працювала парафіяльна та двокласна земська школи. У місті було дві церкви, монастир, 19 шинків, 84 лавки купців. 1912 року в Корсуні, на 744 двори, тих що мали дві десятини землі було 185, до 6 десятин — 500.
До нашого часу в парку з часів Лопухіних-Демидових збереглися дерево-екзот гінкго дволопатеве, яке було посаджено після відвідання 16 червня 1916 року Корсуня матір'ю останнього російського царя Миколи II імператрицею Марією Федорівною, сосна Веймута, ясен та Князівська алея із корабельних ялинок.
У 1913 році у Корсуні функціонували: двокласне залізничне училище, 1-ше та 2-ге двокласні сільські училища. Працювала лікарня княгині Лопухіної-Демідової.
У містечку діяли: 7 галантерейних магазини, 6 лавок залізно-скоб'яних товарів, 3 магазини шкіряних товарів, 5 м'ясних лавок, 16 мануфактурних лавок, магазин сільськогосподарських машин, 2 годинникових магазини, магазин швейних машин компанії Зінгер, 2 ресторани тощо. Серед підприємств успішно працювали: фабрика фарб князя Лопухіна-Демидова, 2 механічних заводи, 2 медоварних заводи, пивоварний завод, кошикова майстерня, фортеп'янна майстерня, млини. Працювали три кредитних спілки. Через кожні два тижні по понеділках проводилися базари.
В околицях міста діяв Корсунський Онуфріївський жіночий монастир (настоятелька ігуменя Дамарь).
20 листопада 1917 року у Корсуні було встановлено владу Української Народної Республіки, а 4 лютого 1918 року — місто захопили російські більшовики. 29 квітня 1918 року влада в місті перейшла до рук Української держави (Гетьманату), а у грудні — до Директорії. 30 грудня 1919 року на Корсунщині влада остаточно була захоплена більшовиками.

### У складі УРСР
У лютому 1921 року Корсунь став повітовим центром. Однак через запустіння міста у червні повітова влада переїхала до Богуслава. З початком 1923 року місто стало центром Корсунського району. 12 квітня 1923 року Київський губвиконком ухвалив постанову про перейменування Богуславської округи у Шевченківську з окружним центром у Корсуні, який за цією постановою став містом.
1923 року було створено першу комуну «Червона зірка». У місті працювала лікарня на 20 ліжок, де було 8 медпрацівників. Цього ж року відкрилися педагогічні курси, реорганізовані пізніше в педагогічний технікум, а потім у педучилище.
У 1925 році Шевченківська округа була розформована, і Корсунь був приєднаний до Черкаської округи.
У травні 1929 року в Корсуні розпочато спорудження міжрайонної ГЕС на річці Рось, яка 27 серпня 1934 року дала перший струм. Працювало 100 підстанцій. Це була одна із перших ГЕС в Україні.
9 серпня 1929 року назву «Корсунь» було уточнено як «Корсунь-Шевченківський». Однак офіційно цю назву почали використовувати з 1933 року. Проте перед Другою світовою війною місто називалося по старому — Корсунем.
Протягом 1929—1930 років у місті було створено чотири колгоспи: «Червона зірка», «Євпахар», «Червона п'ятирічка», імені Т. Г. Шевченка.
У 1930 році знову було створено Корсунський район, до якого був приєднаний Стеблівський. Район входив до Київської області.
Навесні 1932 року через дії радянської окупаційної адміністрації на Корсунщині спалахнув штучний голод. У селян було конфісковано всі запаси продовольства. Свого апогею голод досяг на початку 1933 р. У результаті голоду 1932—1933 років на Корсунщині загинуло більше, ніж 14 тисяч осіб, третину з яких складали діти й підлітки.
Напередодні Другої світової війни в місті було три середні школи, дві неповні середні та одна початкова школи, педтехнікум і медшкола. У лікарні на 150 ліжок працювало 24 медичні працівники.
З початком німецько-радянської війни, 30 липня 1941 р., Корсунь був зайнятий нацистами. Під час їхньої окупації у місті діяло підпілля ОУН.
24 січня — 17 лютого 1944 року на Корсунщині будо оточене 55-тисячне угруповання військ Вермахту — Корсунь-Шевченківська операція, під час якої 14 лютого 1944 року Корсунь перейшов у радянські руки. Під час операції обидві сторони зазнали великих втрат.
3 травня 1944 року перейменовано Корсунський район на Корсунь-Шевченківський. Одночасно й місто почали називати: «Корсунь-Шевченківський».
У вересні 1944 року відновили свою діяльність 5 загальноосвітніх шкіл, педагогічне училище імені Т. Г. Шевченка, училище механізації сільського господарства, курси медсестер та електромонтерів. У колишньому палаці князів Лопухіних відкрився Музей історії Корсунь-Шевченківської битви.
В 1948 році у місті відкрився Будинок культури, при якому працювала бібліотека з фондом 15 тисяч книг, був хор у складі 185 осіб, драматичний, хореографічний та інші гуртки художньої самодіяльності.
В 1950 році закінчилась відбудова промислових підприємств міста. Цього ж року чотири артільні господарства міста об'єдналися в колгосп «Зоря».
З 1954 року Корсунь-Шевченківський увійшов до складу Черкаської області.
В 1969 році в місті був збудований Будинок культури на 600 місць. Працював Будинок культури верстатобудівного заводу на 450 місць, кінотеатри «Мир», «Комсомолець» та літній «Перемога», 2 колгоспні та 7 відомчих клубів.
Станом на 1972 рік у місті працювали дитячий комбінат «Світлячок» на 150 місць, 4 дитячі садки, у тому числі «Орлятко» верстатобудівного заводу на 75 місць та «Берізка» швейної фабрики на 125 місць, 3 дитячих ясел. Медичне обслуговування населення здійснювала районна лікарня на 250 ліжок, протитуберкульозний диспансер, поліклініка, невропсихіатричний диспансер, 3 фельдшерсько-акушерські пункти, 3 пологові будинки, 2 аптеки, зубопротезна поліклініка, 6 медпунктів.
У 1982 році місто було нагороджене орденом Вітчизняної війни І ступеня.

Корсунь-Шевченківський верстатобудівний завод
Готель
Міський відділ поліції
Міський універмаг
Пам'ятник Леніну (демонтований у лютому 2014 року)

## Населення

### Чисельність
| 1620   | 1855  | 1911  | 1923  | 1926  | 1939  | 1959   | 1970   | 1979   | 1989   | 2001   | 2017   |
| ------ | ----- | ----- | ----- | ----- | ----- | ------ | ------ | ------ | ------ | ------ | ------ |
| 15 000 | 8 238 | 9 530 | 4 100 | 4 777 | 9 360 | 11 517 | 16 752 | 19 748 | 22 762 | 19 311 | 19 800 |

### Національний склад
Розподіл населення за національністю за даними перепису 2001 року:
| Національність  | Відсоток |
| --------------- | -------- |
| українці        | 93,04%   |
| росіяни         | 4,03%    |
| роми            | 0,37%    |
| білоруси        | 0,24%    |
| євреї           | 0,24%    |
| інші/не вказали | 2,08%    |

### Мова
Розподіл населення за рідною мовою за даними перепису 2001 року:
| Мова            | Чисельність, осіб | Відсоток |
| --------------- | ----------------- | -------- |
| Українська      | 18 158            | 93,95%   |
| Російська       | 765               | 3,96%    |
| Ромська         | 52                | 0,27%    |
| Білоруська      | 14                | 0,07%    |
| Вірменська      | 7                 | 0,04%    |
| Румунська       | 3                 | 0,02%    |
| Інші/Не вказали | 329               | 1,69%    |
| Разом           | 19 328            | 100%     |

## Освіта
3 загальноосвітні школи, гімназія, ліцей, школа-інтернат для дітей з вадами слуху, дитячо-юнацька спортивна школа, центр дитячо-юнацької творчості, Корсунь-Шевченківський професійний ліцей, педагогічний коледж імені Т. Г. Шевченка, філії Уманського державного університету та Черкаського технологічного університету.

## Пам'ятки архітектури
- Палац Понятовського, один із найкращих садово-паркових комплексів України в стилі романтизму. Корсунь-Шевченківський парк та палац 1782 року заклав на замовлення князя Станіслава Понятовського Жан-Анрі Мюнц — живописець, графік, зодчий. В середині XIX століття парк було прикрашено скульптурами. Гармонії парку додали висячі містки. Площа парку — 97 га. Це єдиний палацово-парковий ансамбль у Черкаській області, який добре зберігся.

## Відомі люди
Народилися

Алея героїв в Корсуні-Шевченківському

- Гондюк Сергій Ігорович (1990—2022) — головний сержант Збройних сил України, учасник російсько-української війни, який героїчно загинув під час російського вторгнення в Україну.
- Купрєєв Юрій Олександрович (1989—2022) — солдат Збройних Сил України, учасник російсько-української війни, який загинув під час російського вторгнення в Україну.
- Бардалим Олександр Володимирович (1986—2019) — старшина Збройних сил України, учасник російсько-української війни.
- Білоушенко Сергій Олександрович (1993—2014) — солдат Збройних сил України, учасник російсько-української війни.[17]
- Веділін Олександр Олексійович (1980—2022) — капітан 3 рангу ВМС Збройних сил України, учасник російсько-української війни.
- Мазуренко Сергій Федосійович (1964—2022) — солдат Збройних Сил України, учасник російсько-української війни, який загинув під час російського вторгнення в Україну.
- Роман Сокуренко (1983—2014) — український військовик, молодший сержант Збройних сил України, учасник російсько-української війни (почалася 2014 року).
- Андрій Легіт — псевдонім Ворушила Андрія Теодосійовича (1915—2003). Український поет, педагог, громадсько-політичний діяч, лауреат УММАН (1983 рік) — Українська Могилянсько-Мазепинська Академія Наук;
- Микола Гусаченко (1893—1984) — український художник та педагог;
- Олександр Химиченко (1856—1947, Львів) — український флейтист, педагог;
- Кость Янишевський (1899–1921) — козак 4-ї Київської дивізії Армії УНР, Герой Другого Зимового походу. Розстріляний росіянами під Базаром під час II Зимового походу армії УНР.
- Григорій Гуляницький (рік народження невідомий — † 1679) — український військовий та державний діяч 17 століття, наказний гетьман, полковник ніжинський (1656–1659) і корсунський. Керував успішною обороною Конотопа від московських військ;
- Ганна Золотаренко (? — після 1671) — корсунська міщанка, третя дружина гетьмана Богдана Хмельницького, сестра полковників Івана та Василя Золотаренків;
- Іван Золотаренко (дата народження невідома — †17 жовтня 1655, Старий Бихів, Білорусь) — полковник корсунський (1652) і ніжинський (1652–1655), наказний гетьман Сіверський (1654–1655). Командував українськими військами в Білорусі;
- Тарас Цимбалюк — український актор театру, кіно та телебачення.
- Олена Давиденко — український співачка, колишня учасниця гурту «Один в каное»;
- Ольга Петі — французький юрист.

Поховані
- Іван Сошенко — український художник.

## Панорамні зображення

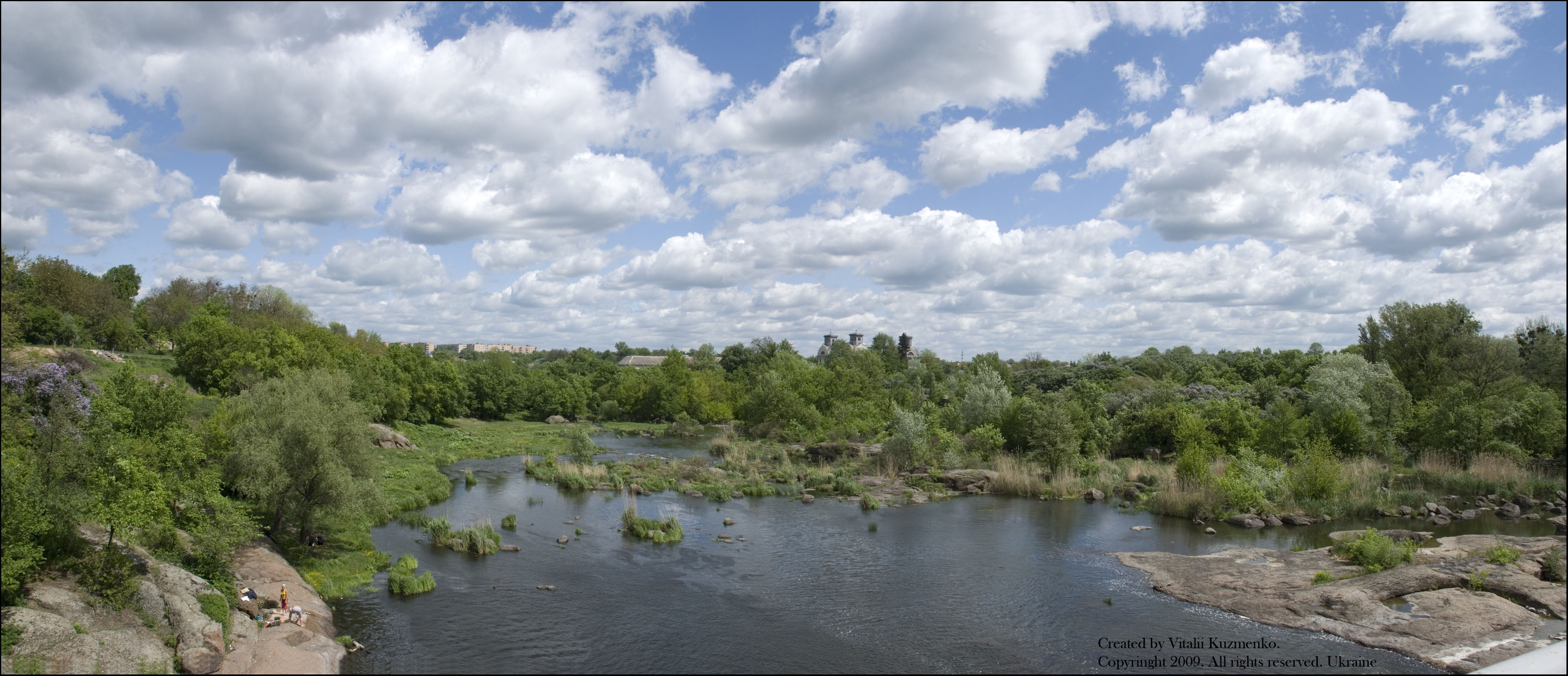
Вид з мосту ГЕС
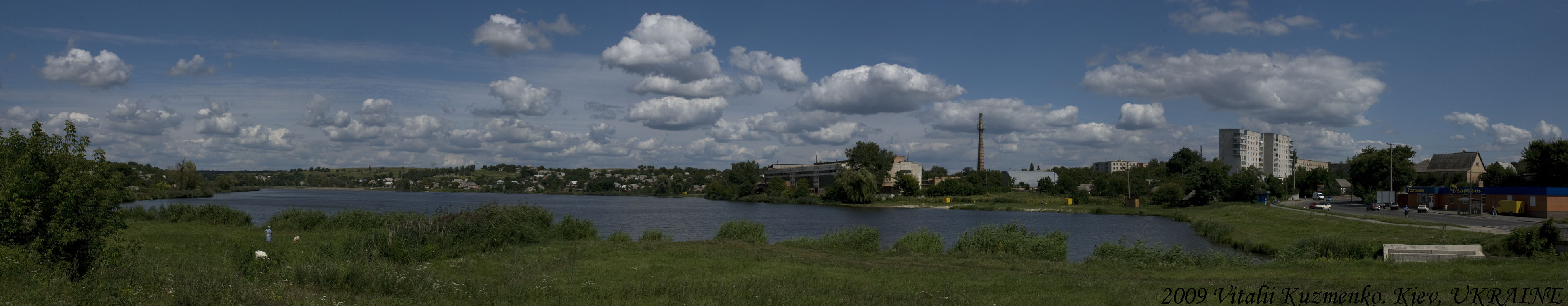
Місцеві краєвиди
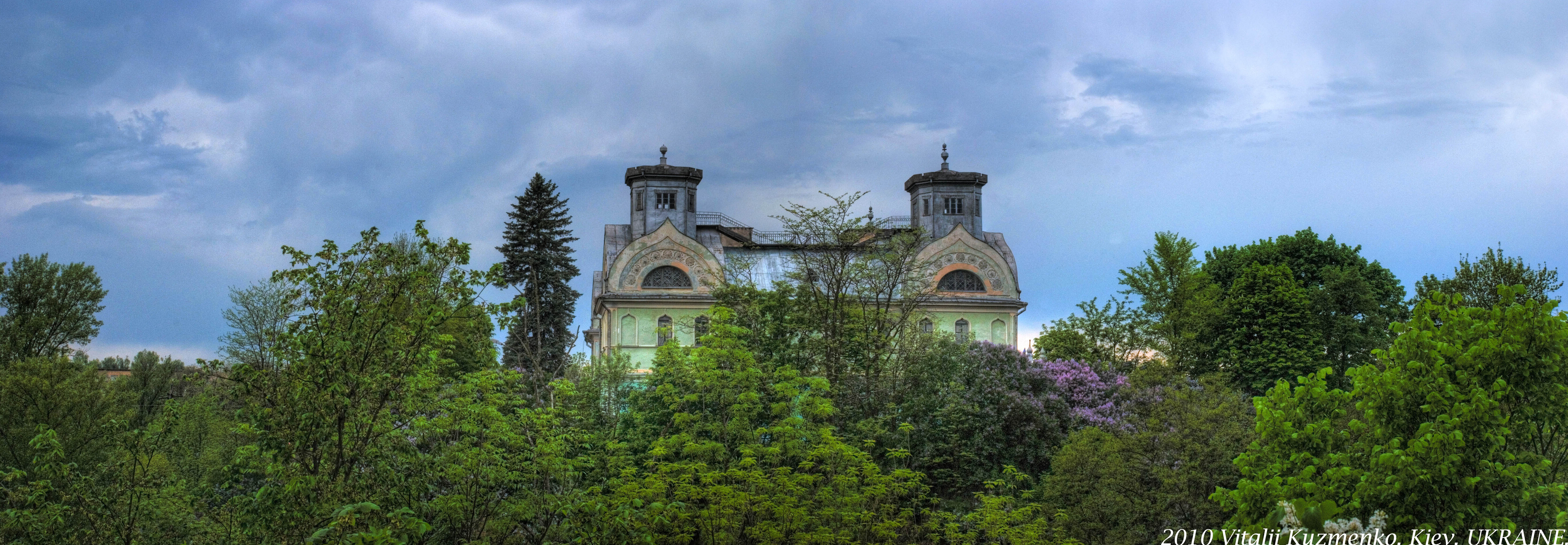
Палац Лопухіних-Демидових
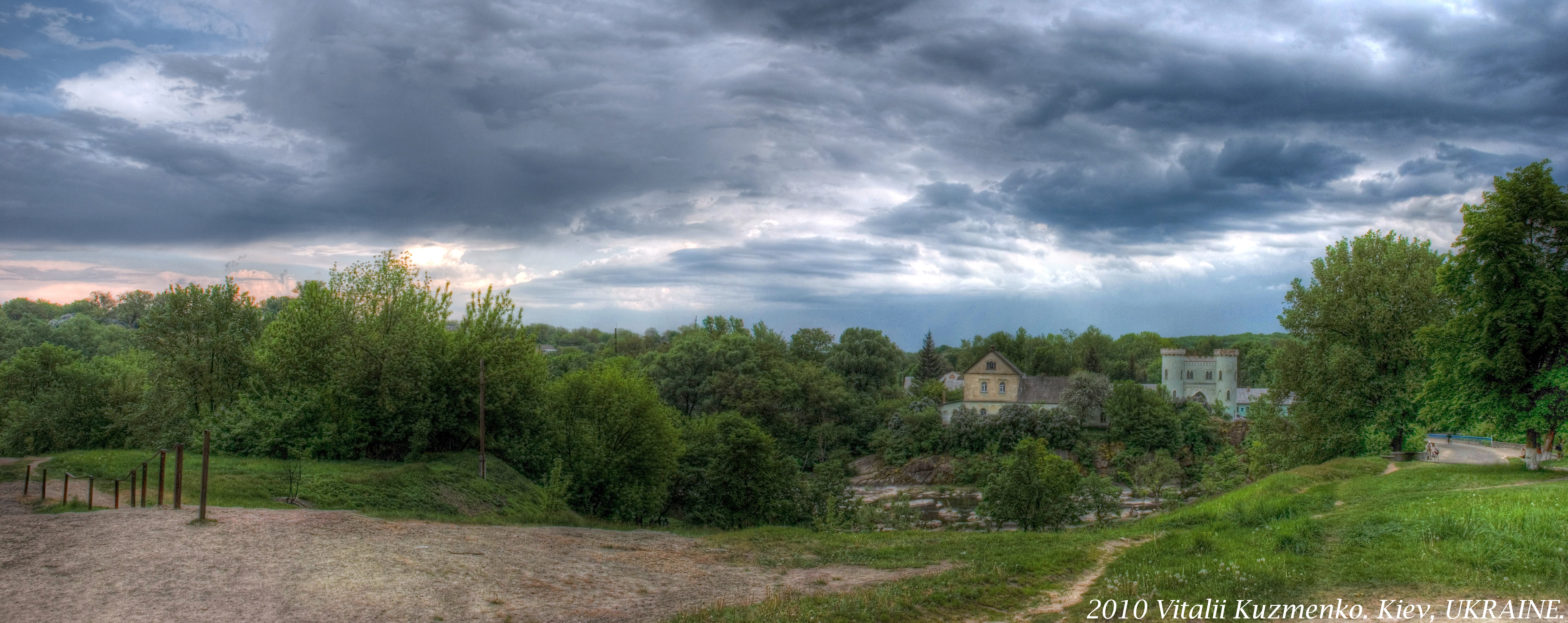
Корсунь-Шевченківський
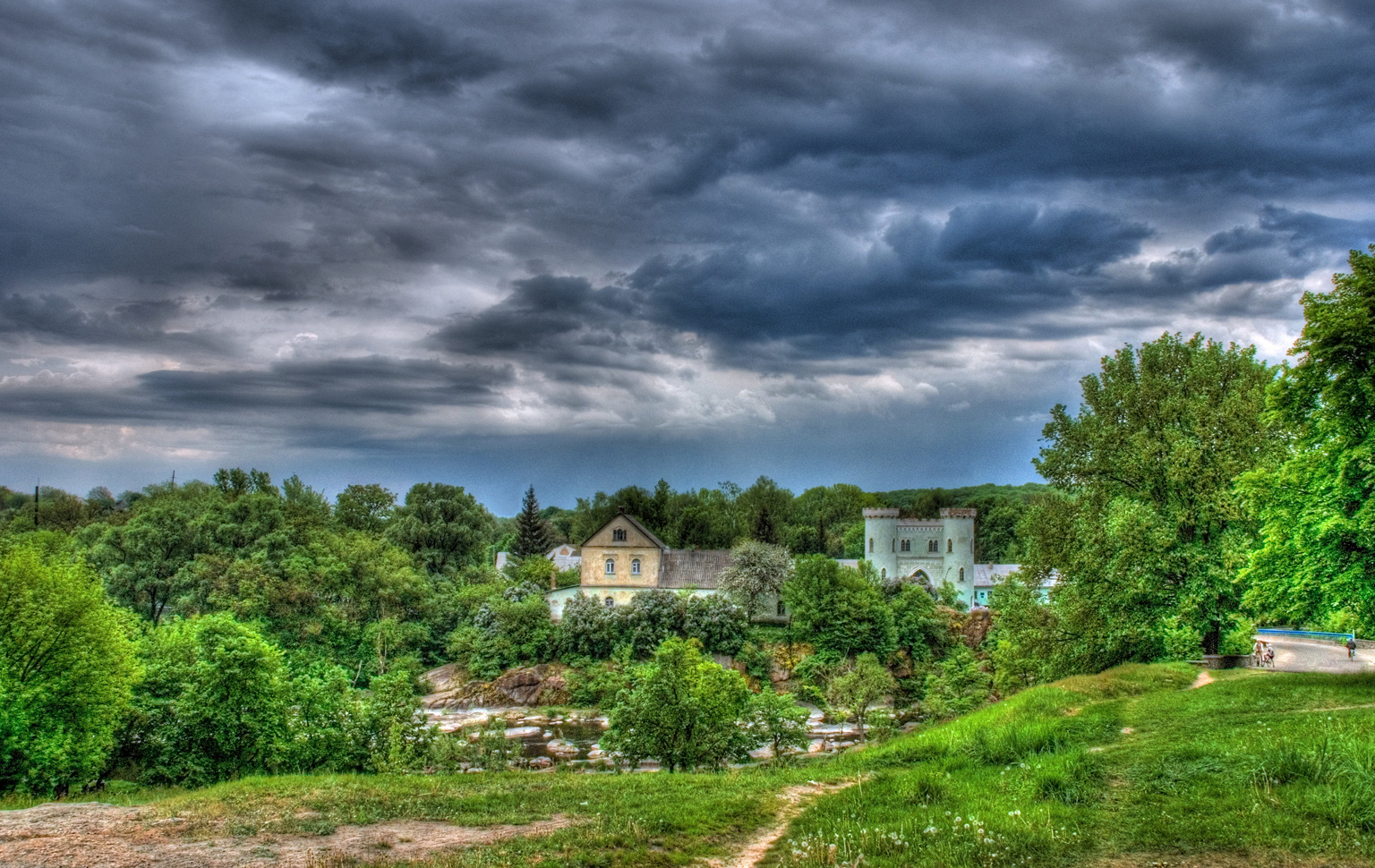
Палац Лопухіних-Демидових
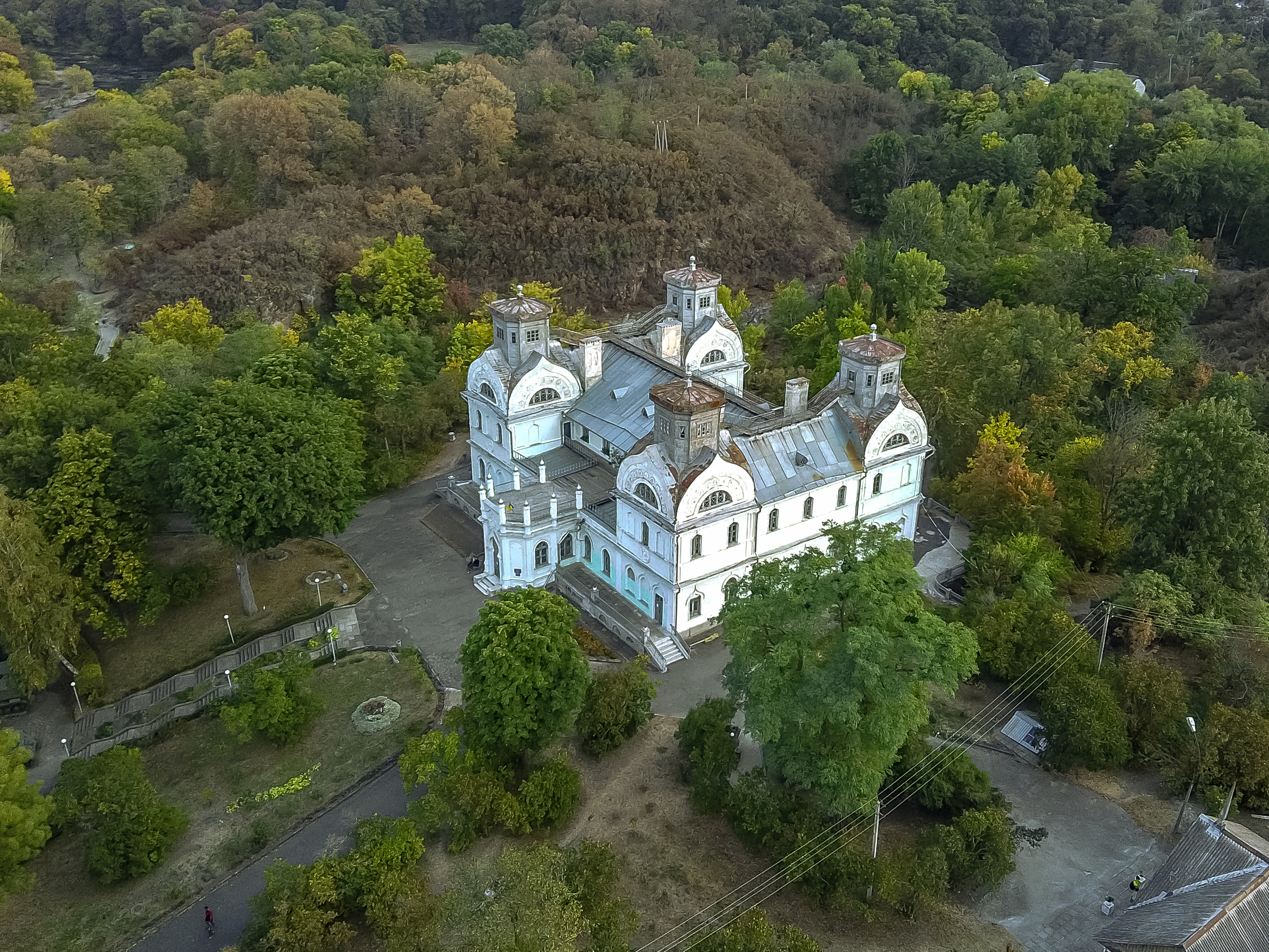
Палац Лопухіних-Демидових із дрону